# Coolidge (Georgia)
Coolidge es un pueblo ubicado en el condado de Thomas en el estado estadounidense de Georgia. En el censo de 2000, su población era de 552.

## Demografía
En el 2000 la renta per cápita promedia del hogar era de $18,750, y el ingreso promedio para una familia era de $25,357. El ingreso per cápita para la localidad era de $11,413. Los hombres tenían un ingreso per cápita de $21,563 contra $18,068 para las mujeres.

## Geografía
Coolidge se encuentra ubicado en las coordenadas 31°0′39″N 83°52′0″O / 31.01083, -83.86667 (34.206520, -83.461203).
Según la Oficina del Censo, la localidad tiene un área total de 2,1 km² (0,8 mi²), de la cual 2,1 km² (0,8 mi²) es tierra y 0 km² (0 mi²) (0.00%) es agua.